# Gaya (føderation)
Gaya-føderationen (Hangul: 가야; Hanja: 加 倻; revideret romanisering: Gaya, koreansk udtale: [ɡ ~ ɣaja]) var et koreansk forbund af mindre bystatsbaserede enheder i Nakdong-flodens bækken i det sydlige Korea, som udviklede sig fra Byeonhan-konføderationen fra Samhan-perioden.
Den traditionelle tidsafgrænsning, der anvendes af historikere for Gayas eksistens, er 42-532 e.Kr. Arkæologiske fund fra tredje og fjerde århundrede viser, at nogle af bystaterne i Byeonhan udviklede Gaya-forbundet, som senere blev annekteret af Silla, et af de tre kongeriger i Korea. De politiske enheder, der indgik i Gaya-forbundet, er blevet karakteriseret som små bystater. Gaya-kulturens materielle levn tager hovedsageligt form af begravelser og deres indhold af gravgods, der er blevet udgravet af arkæologer. Arkæologer fortolker højgrave fra slutningen tredje og tidlige fjerde århundrede såsom Daeseong-dong i Gimhae og Bokcheon-dong i Busan som gravsteder for Gaya-bystaternes politiske ledere.

## Navne
Selv om de fleste almindeligvis omtales som Gaya (가야; 加耶, 伽耶, 伽 倻 [Kaja]), sandsynligvis på grund af unøjagtighed ved oversættelse af koreanske ord til Hanja, bruger historiske kilder en række forskellige navne, herunder Garak (가락; 駕 洛, 迦 落 [kaɾak]), Gara (가라; 加羅, 伽羅, 迦羅, 柯羅 [kaɾa]), Garyang (가량; 加 良 [kaɾjaŋ]), og Guya (구야; 狗 耶; [Kuja ]). Ifølge Christopher I. Beckwith er stavemåden Kaya den moderne koreanske læsning af tegn, der bruges til at skrive navnet. "Udtalen /kara/ (transkriptionelt *kala) er sikker".
På japansk er Gaya benævnt Mimana (任 那), et navn med betydelige politiske undertoner. Men ordet kara (か ら, 唐, 漢, 韓), hvilket formentlig er fra navnet på Gaya på den koreanske halvø i antikken, er blevet bevaret i japansk med betydningen "Kina eller Korea, fastlandet i Østasien" og senere med en endnu mere vag betydning som "oversøiske nationer, fremmede lande."

## Historie
Ifølge en legende optaget i Samguk Yusa skrevet i det 13. århundrede, i år e.Kr. 42, kom seks æg ned fra himlen med en besked om, at de ville blive konger. Seks drenge blev født, og inden for 12 dage blev de voksne. En af dem, kaldet Suro, blev konge af Geumgwan Gaya, og de andre fem grundlagde de resterende fem Gaya-stater, nemlig Daegaya, Seongsan Gaya, Ara Gaya, Goryeong Gaya, og Sogaya.
Gaya-forbundets bystater udviklede sig ud af de hovedsageligt baseret på den politiske struktur bestående af tolv stammer det antikke Byeonhan-forbund, en af Samhan-forbundsstaterne. De løst organiserede høvdingedømmer udviklede sig til seks Gaya-grupper, centrerede om Geumgwan Gaya. På grundlag af arkæologiske fund samt begrænsede skriftlige optegnelser har forskere såsom Sin identificeret slutningen af det 3. århundrede som en overgangsperiode fra Byeonhan til Gaya med stigende militær aktivitet og skiftende begravelsesskikke. Sin hævder endvidere, at dette var forbundet med udskiftningen af den tidligere elite i nogle fyrstendømmer (herunder Daegaya) med elementer fra Buyeo-riget, der medbragte en mere militaristisk ideologi og styreform.
Gaya-konføderationen smuldrede under pres fra Goguryeo mellem 391 og 412 e.Kr., selv om de sidste af Gaya bystatslige enheder forblev uafhængige, indtil de blev erobret af Silla i 562, som straf for at hjælpe Baekje i dets krig mod Silla.

## Økonomi
Bystaterne var beliggende i de alluviale aflejringsområder i floddale i tilknytning til bifloder og udmundingen af Nakdong. Især mundingen af Nakdong har frugtbare sletter, direkte adgang til havet, og rige jernforekomster. Gayas bystatslige enheder havde økonomier, der var baserede på landbrug, fiskeri, smedevirksomhed, og langdistancehandel. De var især kendt for deres smedearbejde, som Byeonhan havde været det tidligere. Gayas bystater eksporterede rigelige mængder af jernmalm, rustninger af jern, og andre våben til Baekje og Kongeriget Wa i Yamato- periodens Japan. I modsætning til de overvejende kommercielle og ikke-politiske forbindelser under Byeonhan synes Gayas bystater også at have forsøgt at opretholde stærke politiske bånd med disse riger.

## Politik
Flere gamle historiske optegnelser oplister en række politiske enheder i Gaya. For eksempel opregner Goryeo Saryak (고려 사략; 高麗 史略) fem: Geumgwan Gaya, Goryeong Gaya, Bihwa Gaya, Ara Gaya, og Seongsan Gaya.
De forskellige Gaya bystater dannede et forbund i 2. og 3. århundrede, der blev centreret om kerneområdet Geumgwan Gaya i moderne Gimhae. Efter en periode med tilbagegang, blev konføderationen genoplivet omkring begyndelsen af det 5. og 6. århundrede, denne gang centreret om Daegaya i det moderne Goryeong. Det var dog ikke i stand til at forsvare sig mod angrebene og angreb af den nærliggende kongerige Silla.

## Mimana-problemstillingen
Politiske og handelsmæssige forbindelser med Japan har været en kilde til nationalistisk polemik i både Korea og Japan. Japanske publicister i det 20. århundrede skelede til Nihon Shoki, som hævder, at Gaya (der optræder under navnene "Mimana" og "Kara" på japansk) var en militær forpost for Japan i Yamato-perioden (300-710). Skønt der konkrete ingen beviser var til støtte dette, blev denne opfattelse lagt til grund for, at japanske imperialister nationalister på forskellige tidspunkter krævede og pressede på for at retfærdiggøre et japansk overherredømme i Korea 1910-1945.(366-552)
Arkæologiske fund tyder på, at Gayas bystater var den vigtigste eksportør af teknologi og kultur til Kyushu på det tidspunkt. Teorien om en japansk forpost er bredt afvist, også i Japan, da der ikke var nogen japansk dynasti på det tidspunkt, der var en stærk nok militær magt til at kunne erobre Gaya eller nogen anden del af Korea. Teknologien af Gaya var mere avanceret end de japanske dynastier på samme tid.